# ماسايا ماتسوموتو
ماسايا ماتسوموتو (باليابانية: 松本 昌也) (25 يناير 1995 في ناكاتسو في اليابان – )؛ هو لاعب كرة قدم ياباني سابق كان يلعب كمهاجم.

## وصلات خارجية
- ماسايا ماتسوموتو على موقع الاتحاد الدولي (مؤرشف)  (الإنجليزية)
- ماسايا ماتسوموتو على موقع رابطة كرة القدم اليابانية للمحترفين (اليابانية)
- ماسايا ماتسوموتو على موقع قاعدة بيانات كرة القدم.إي يو (الإنجليزية)
- ماسايا ماتسوموتو على موقع Soccerway.com (الإنجليزية)
- ماسايا ماتسوموتو على موقع عالم كرة القدم.نت (الإنجليزية)
- ماسايا ماتسوموتو على موقع كووورة